# أسفيتش (مقاطعة بهاباد)
أسفیتش (بالفارسية: اسفیج) هي قرية تقع في إيران في قسم أسفیتش الريفي. يقدر عدد سكانها بـ 619 نسمة بحسب إحصاء 2016.